# Sala Baganza
Sala Baganza ist eine italienische Gemeinde mit 5949 Einwohnern (Stand 31. Dezember 2023) in der Provinz Parma in der Region Emilia-Romagna und liegt 90 km nordwestlich von Bologna und zwölf Kilometer südwestlich von Parma. Eine Sehenswürdigkeit des Ortes ist die 1454 gebaute Burg der Familie Sanvitale, die 1612 an das Herzogshaus von Parma, die Farnese, fiel und heute besichtigt werden kann.
Die Stadt ist Sitz bekannter und weltweit agierender Unternehmen, wie der Modefirma Coccinelle sowie der Verpackungsspezialisten Berchi und Procomac. Weiterhin sind rund 30 Unternehmen der Fleischindustrie, insbesondere Produzenten von Parmaschinken und Salami ansässig.

## Einzelnachweise

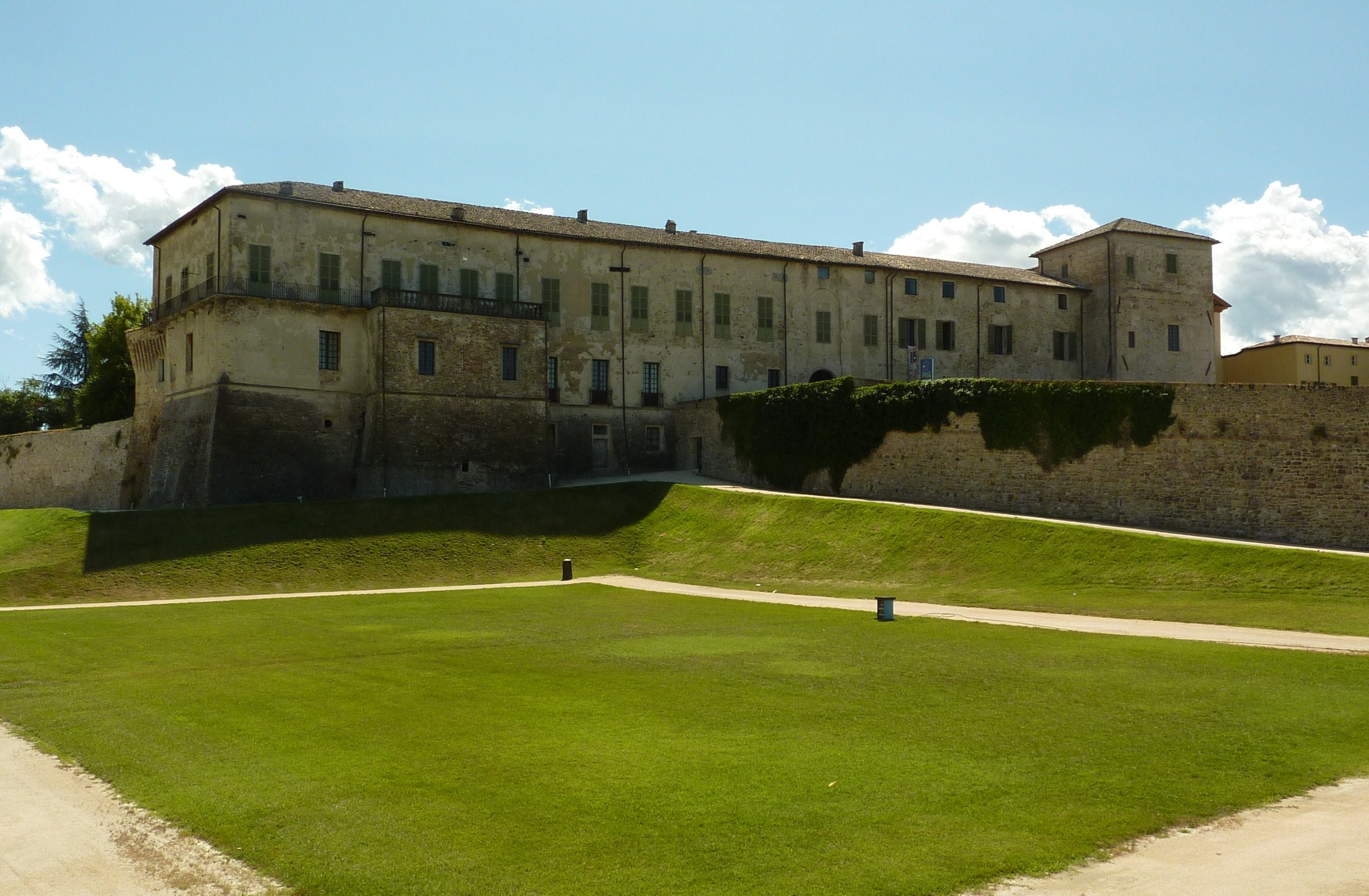
Burg der Sanvitale

## Söhne und Töchter der Stadt
- Filippo Savi, Fußballer